# Fluorescerande in situ-hybridisering

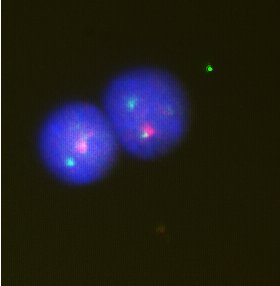
Två cellkärnor med två olika prober

FISH förkortning för Fluorescent in situ hybridization och är en molekylärbiologisk teknik som utnyttjar flurogent inmärkta prober, som binder specifikt till en plats på en kromosom. Tekniken används både inom forskning och klinisk diagnostik för att identifiera genetiska förändringar, som till exempel förlust av kromosomalt material, duplikationer och translokationer. En vanlig sjukdom som ofta diagnostiseras med FISH är olika former av translokationer vid olika former av leukemi, t.ex. Philadelphiakromosomen.
De första in situ-hybridiseringsförsöken som genomfördes på 1960-talet använde inte fluorescens utan proberna var radioaktivt märkta. Flera nackdelar fanns med denna teknik: bland annat avtog probernas aktivitet över tiden samt det faktum att radioaktiva material är krångliga att transportera och hantera. Användning av fluorescens ledde till bättre upplösning, snabbare analyser och ökad säkerhet.
De första fluorescensproberna kom på 1980-talet och använde RNA som prob, senare ersattes RNA av enkelsträngat DNA. Proberna var från början stora på grund av svårigheter att framställa små prober och för att de var glest märkta men man har lyckats minska storleken.